# Nguyễn Tiến Phong
Nguyễn Tiến Phong (sinh ngày 6 tháng 10 năm 1988) là một thủ môn bóng đá chuyên nghiệp người Việt Nam hiện đang chơi cho Câu lạc bộ bóng đá Đồng Tâm Long An.
Nguyễn Tiến Phong đến với bóng đá khi còn ở trường năng khiếu tỉnh năm 1998 cùng thời với Phan Văn Tài Em nhưng anh đã phải trải qua cái bóng quá lớn của gã khổng lồ Phan Văn Santos mà không được trọng dụng thường xuyên. Anh thường mang số áo 25 nhưng khi Phan Văn Santos ra đi anh mới được trọng dụng và đôn lên chiếc áo số 10 và thi đấu chính thức ở đầu mùa giải 2011.
Hiện nay anh đang giữ vị trí tiền đạo chính thức của Đồng Tâm Long An.

## Thành tích
Với Đồng Tâm Long An
- Vô địch Việt Nam 2005 và 2006
- Vô địch Cúp bóng đá Việt Nam 2005
- Vô địch Siêu cúp bóng đá Việt Nam 2006